# Hans Fritzsche
Pour les articles homonymes, voir Fritzsche.
Hans Georg Fritzsche, né le 21 avril 1900 à Bochum, et mort le 27 septembre 1953 à Cologne, est un journaliste allemand qui termina sa carrière comme responsable des nouvelles au ministère de la Propagande nazi.

## Biographie
Hans Fritzsche naît le 21 avril 1900, à Bochum, dans la Ruhr, dans l'ouest de l'Empire allemand. 
À partir de 1917 et jusqu'à 1918, il participe à la Première Guerre mondiale. Après la guerre,  Fritzsche reprend ses études dans plusieurs universités, puis suit une formation en journalisme. 
À partir de 1923, il travaille pour plusieurs journaux. Il est en particulier directeur du Weltpolitische Rundschau et responsable d'une société de radio. Fritzsche, membre du DNVP depuis 1923, était rédacteur en chef des annuaires prussiens puis entre 1924 et 1932 rédacteur en chef de l'agence de presse du Trust Hugenberg, la Telegraphen Union. En septembre 1932, Fritzsche devient chef du « service sans fil » du groupe d'Alfred Hugenberg, un organisme du gouvernement.
Ensuite en septembre 1932 il est nommé à la tête du Drahtloser Dienst (le service de nouvelles sans fil), autrement appelé le ministère de la Propagande. Le 1er mai 1933, il rejoint le NSDAP (Parti nazi).
En 1938, il est promu chef adjoint du département de la presse allemande. En décembre 1938, il est chargé du département qui traite des nouvelles nationales sous les ordres de Goebbels. En mai 1942, Goebbels prend personnellement en charge les nouvelles nationales et Fritzsche revient à la tête du département de radio avec le titre « Plénipotentiaire pour l'Organisation politique de la Grande Radio allemande ». 16 millions de familles ont accès à ses émissions à la suite de la vente de postes de radio bon marché. De plus, il devient l'un des commentateurs les plus connus de l'Allemagne nazie. 
Goebbels et Fritzsche ne s'apprécient pas, bien qu'ils travaillent ensemble. Il est possible que ce soit à cause de la présentation différente de leurs émissions. En effet, les émissions de Fritzsche sont rythmées, bien assemblées et argumentées, ce qui contraste fortement avec le style fort et fanfaron utilisé par Goebbels. Fritzsche reste à ce poste jusqu'à sa capture par l'armée Rouge le 2 mai 1945 dans les derniers jours du 3e Reich.
En avril 1945, il est présent dans le Führerbunker à Berlin. Après le suicide d'Hitler le 30 avril 1945, Goebbels assume le rôle de chancelier à la place d'Hitler. Le 1er mai, Goebbels tente de négocier un cessez-le-feu temporaire avec l'armée soviétique du général Vassili Tchouïkov. Tchouïkov, qui commande les forces soviétiques dans le centre de Berlin, refuse. Goebbels rappelle alors aux généraux qu'Hitler leur a interdit de se rendre. Fritzsche, qui était présent, quitte la salle pour aller dans son bureau, et écrit une lettre de reddition adressée au maréchal Gueorgui Joukov. Le général Wilhelm Burgdorf le suit et lui demande s'il a l'intention de se rendre, ici à Berlin. Fritzsche acquiesce. Énervé, Burgdorf crie qu'Hitler a interdit de se rendre puis sort son pistolet pour tirer sur Fritzsche, mais un technicien radio le désarme et plusieurs hommes le poussent hors du bureau. Fritzsche se dirige vers les lignes soviétiques et se rend.

## Tribunal militaire
Fritzsche fut fait prisonnier par les soldats soviétiques de l'armée Rouge et a été envoyé à Moscou pour être interrogé à la prison de Loubianka où, selon son propre compte, trois dents en or ont été arrachées de sa bouche à l'arrivée. Il a été confiné dans un « cercueil debout », une cellule étroite où il était impossible de dormir, et placé au pain et à l'eau. Il a finalement signé une confession. 
Fritzsche fut envoyé à Nuremberg et jugé devant le Tribunal militaire international. Il a été accusé de complot en vue de commettre des crimes contre la paix, crimes de guerre et crimes contre l'humanité. Selon le journaliste William L. Shirer : « personne dans la salle d'audience, y compris Fritzsche, ne semblait savoir pourquoi il était là ». Il est l'un des trois seuls accusés à être acquittés à Nuremberg (avec Hjalmar Schacht et Franz von Papen). Lors du procès, il écrit un récit sur la prison soviétique, publié par la suite en Suisse. 
Il fut ensuite jugé par un tribunal de dénazification d'Allemagne de l'Ouest et a été condamné à neuf ans de prison. Il sera libéré en septembre 1950 et mourra d'un cancer 3 ans après. Sa femme Hildegard Fritzsche est morte la même année.